# Cacciatori della Magra
Cacciatori della Magra (dall'omonimo fiume) fu la denominazione assunta dalla brigata di volontari, agli ordini del generale Ignazio Ribotti che combatté nella seconda guerra di indipendenza in Toscana ed in Emilia.

## Storia
Il nucleo iniziale dei Cacciatori della Magra fu costituito, il 7 maggio 1859, sotto forma di battaglione, da un gruppo di volontari provenienti da Carrara che si unì poi ad una colonna genovese al cui comando vi era il maggiore Marazzi.
Quando il battaglione si ingrossò per l'affluire di altri nuovi volontari, da disertori dell'esercito estense e da patrioti provenienti dal parmense e dallo Stato Pontificio, fino a divenire a tutti gli effetti un reggimento, passò sotto il comando del generale Ignazio Ribotti, che lo riorganizzò dividendolo a sua volta in due battaglioni e lo pose sotto il comando del tenente colonnello Roux, ufficiale piemontese di origine nizzarda come lo stesso generale Ribotti, già appartenente alla Regia Armata Sarda.
Dopo il trasferimento dell'unità militare a Parma, per il massiccio afflusso di soldati e graduati provenienti dal disciolto esercito ducale, si rese necessaria la creazione del 2º reggimento del corpo militare il cui comandante, sempre nominato dal Ribotti, fu il maggiore De Stefanis.
Dopo il congedo del Roux il comando del 1º reggimento passò al tenente colonnello Francesco Materazzi. Il 31 luglio 1859, la brigata assumeva il nome di Modena e passava al comando del colonnello Ceccarini di Roma.
I due reggimenti divennero, dal 1º gennaio 1860, il 41º e il 42º fanteria, e nel marzo dello stesso anno vennero incorporati nel Regio Esercito.

## Bandiere
La bandiera dei Cacciatori della Magra, offerta da un gruppo di signore provenienti da Parma il 14 giugno 1860, fu posta dall'ottobre 1861 presso l'Armeria Reale di Torino ove si conservano anche la bandiera offerta al 2º reggimento da un gruppo di signore modenesi, e quella offerta alla Brigata Modena da un gruppo di signore di Feltre e di Treviso.